# Timasio
Flavio Timasio (latino: Flavius Timasius; IV secolo – 396) è stato un generale romano parente della prima moglie di Teodosio I, Elia Flaccilla.

## Biografia
Ufficiale di Valente, nominato comes e magister equitum da Teodosio I nel 386, dal 388 al 395 ricoprì la carica di magister peditum et equitum, e fu console nell'anno 389.
Nel 391 partecipò alla campagna di Teodosio I contro i barbari in Macedonia. Combatté alla Battaglia del Frigido nel 394. Fu esiliato nell'oasi di Kharga nel deserto libico nel 396 da Arcadio influenzato da Eutropio con l'accusa di aver ambito all'impero.